# James Craig Nicoll
Pour les articles homonymes, voir Nicoll.
James Craig Nicoll (New York, 1846 — Norwalk, 1918) est un peintre et graveur américain.

## Biographie
James Craig Nicoll naît à New York le 22 novembre 1846, fils de John Williams Nicoll et d'Elizabeth Craig Nicoll,.

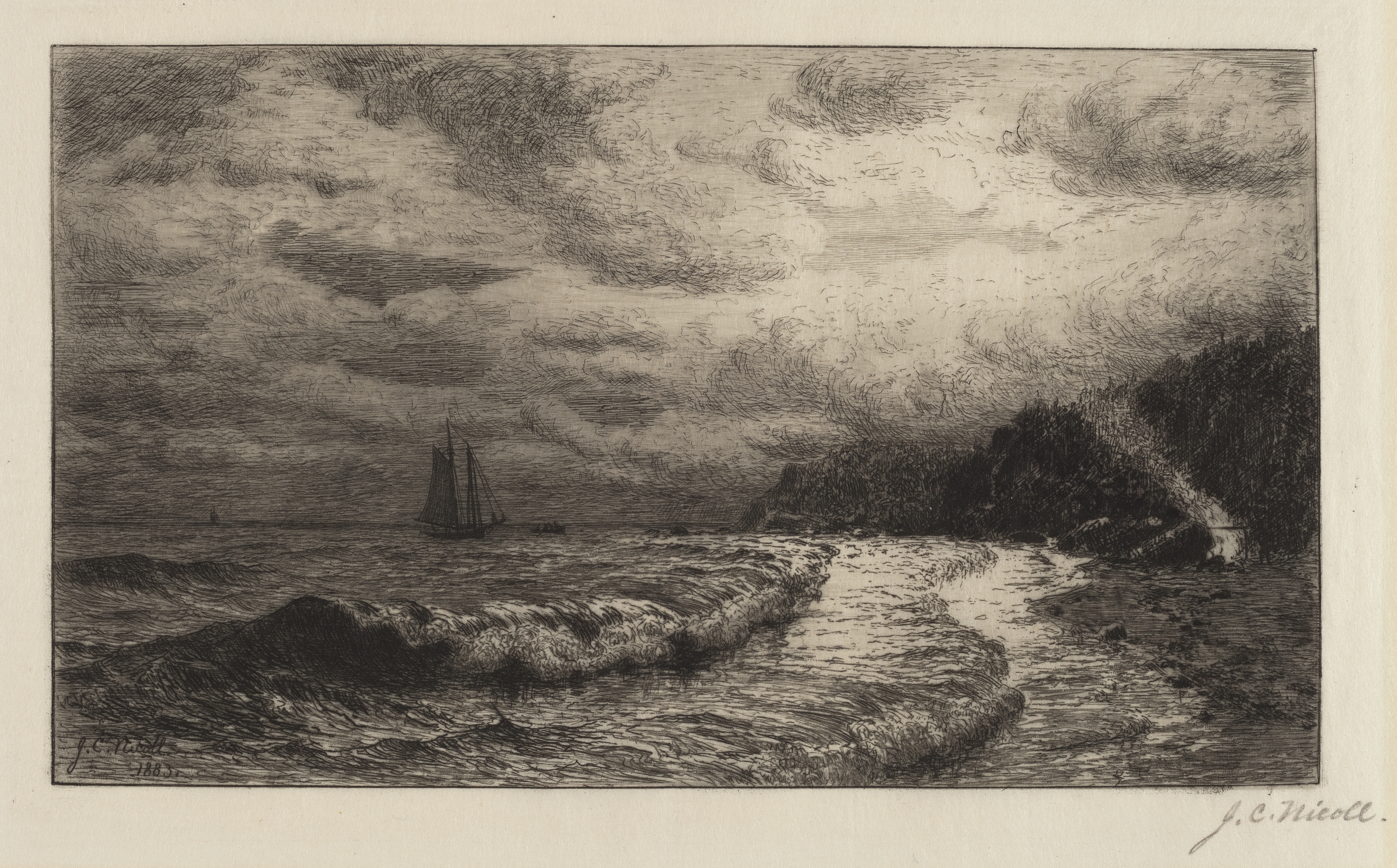
A Smuggler's Landing Place eau-forte (1883, National Gallery of Art).

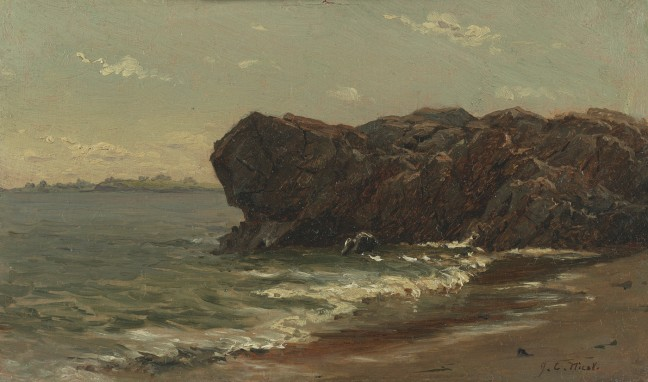
Marblehead Neck, July 10th, huile sur carton (n. d., coll. priv.).

Il fréquente la Quackenbos School puis déménage à New York, où il est l'élève du peintre de marines américano-néerlandais Mauritz de Haas (en) ainsi que de Hendrik Dirk van Elten Kruseman. Nicoll se concentre principalement sur les vues côtières de la côte de la Nouvelle-Angleterre.
James Craig Nicoll expose ses œuvres dans différentes villes et expositions, notamment à la National Academy of Design, à l'Art Institute of Chicago, au Boston Art Club (en), aux expositions annuelles du Detroit Institute of Arts de 1906 à 1912, ainsi qu'à l'Exposition universelle de 1889 à Paris — où il reçoit une mention honorable —, à celle de 1893 à Chicago et à celle de 1904 de Saint-Louis. Il se voit aussi décerner des médailles par des institutions telles que l'American Artist’s Association, ainsi que lors de l'exposition de la Nouvelle-Orléans et celle d'Atlanta. 
Nicoll est élu Associate (ANA) de la National Academy of Design en 1880 et en devient membre à part entière (NA) en 1885. En 1866, il cofonde l'American Watercolor Society et en est le secrétaire pendant dix ans et le président jusqu'à sa mort en 1918. Il est également membre et président de l'Artists' Fund Society (en) et de nombreuses autres sociétés ainsi que membre actif du New York Etching Club.
L'une de ses œuvres les plus connues est Squally Weather, qui est conservée au Metropolitan Museum of Art de New York, ainsi que d'autres marines et paysages comme On the Gulf of St. Lawrence, Off Portland Harbor et Stormy Day at Block Island. Des œuvres de l'artiste sont également exposées au Brooklyn Museum et au Smithsonian American Art Museum.
James Craig Nicoll meurt à Norwalk (Connecticut) en 1918.

## Conservation de ses œuvres
- Brooklyn Museum, New York[8]
- Metropolitan Museum of Art, New York[9]
- National Gallery of Art, Washington, DC[10]
- Philadelphia Museum of Art, Philadelphie[11]
- Smithsonian American Art Museum, Washington, DC[12]